# Ingaröstrand
Ingaröstrand è un'area urbana della Svezia situata nel comune di Värmdö, contea di Stoccolma.
La popolazione risultante dal censimento 2010 era di 286 abitanti .